# Беднар, Дэвид (бейсболист)
Дэвид Джеффри Беднар (англ. David Jeffrey Bednar; 10 октября 1994, Питтсбург, Пенсильвания) — американский бейсболист, питчер клуба Главной лиги бейсбола «Питтсбург Пайрэтс». Также известен по выступлениям за клуб «Сан-Диего Падрес».

## Биография

### Ранние годы и начало карьеры
Дэвид Беднар родился 10 октября 1994 года в Питтсбурге в Пенсильвании. Учился в старшей школе города Марс, занимался бейсболом. Дважды признавался самым ценным игроком школьной команды, претендовал на награду питчеру года в Западной Пенсильвании. После выпуска задрафтован не был и поступил в Лафейеттский колледж в Истоне.
В 2014 году Беднар дебютировал за команду колледжа в играх турнира NCAA. В девяти проведённых матчах он одержал одну победу при четырёх поражениях с пропускаемостью 4,15. В сезоне 2015 года он сыграл в стартовом составе в десяти матчах, став лучшим в составе «Лафейетт Леопардс» по количеству проведённых иннингов, полных игр, страйкаутов и показателю ERA. По 2016 года Беднар второй раз подряд стал лучшим в команде по основным статистическим показателям. Дважды его признавали лучшим питчером недели в Лиге патриотов, он стал вторым в турнире по количеству страйкаутов. Всего за три года выступлений в составе команды колледжа он сделал 188 страйкаутов, став третьим по этому показателю в её истории.

### Профессиональная карьера
Летом 2016 года Беднар играл в студенческой Лиге Кейп-кода в составе «Фалмут Коммодорс». В июне на драфте Главной лиги бейсбола он был выбран клубом «Сан-Диего Падрес» в 35-м раунде. В том же году он дебютировал в профессиональном бейсболе. До конца сезона Беднар провёл на поле 31 иннинг в составах команд «Трай-Сити Даст Девилз» и «Форт-Уэйн Тинкэпс». В 2017 году он продвинулся в фарм-системе «Падрес» на уровень выше, где выступал за клуб «Лейк-Элсинор Сторм» из Калифорнийской лиги. Сезон 2018 года Беднар завершил в статусе одного из лучших питчеров лиги, сыграв 62,2 иннинга с пропускаемостью 1,72.
Чемпионат 2019 года он начал на уровне AA-лиги в составе «Амарилло Сод Пуддлз». В играх Техасской лиги Беднар провёл на поле 58 иннингов с показателем пропускаемости 2,95, установив личный рекорд по показателю K/9 (13,3). В сентябре он был вызван в основной состав «Падрес» и дебютировал в Главной лиге бейсбола. До конца регулярного чемпионата он принял участие в тринадцати матчах, потерпев два поражения при ERA 6,55. Свою статистику Беднар ухудшил в последнем матче, пропустив пять очков менее чем за иннинг. В сокращённом из-за пандемии COVID-19 сезоне 2020 года он сыграл в четырёх матчах. В последующее межсезонье в рамках трёхстороннего обмена с участием «Нью-Йорк Метс» он перешёл из «Падрес» в «Питтсбург Пайрэтс». Всего в составе «Сан-Диего» Беднар провёл 17 игр с показателем ERA 6,75.
В 2021 году в составе «Питтсбурга» Беднар сыграл в 61 матче, одержав три победы при одном поражении с пропускаемостью 2,23. По ходу чемпионата он завоевал доверие главного тренера команды Дерека Шелтона и в 24 играх выходил закрывающим питчером, сделав три сейва. После окончания сезона его называли в числе претендентов на место основного клоузера «Пайрэтс».

## Личная жизнь
Имеет младшего брата Уилла, питчера в системе «Сан-Франциско Джайентс». Прозвище игрока, Ренегат (англ. the Renegade), — дань уважения одноимённой песне Styx, которая исполняется на матчах команды по американскому футболу «Питтсбург Стилерз» из его родного города.